# Tilia maximowicziana
Espèce
Classification phylogénétique
Tilia maximowicziana  est une espèce de tilleul de taille moyenne, originaire du Japon.

## Description
T. maximowicziana est un tilleul à feuilles caduques, originaire du nord d'Hokkaïdo, dans le Hondo central où il pousse dans les vallées de moyenne altitude avec des chênes, des aulnes et des peupliers.